# August Grahl

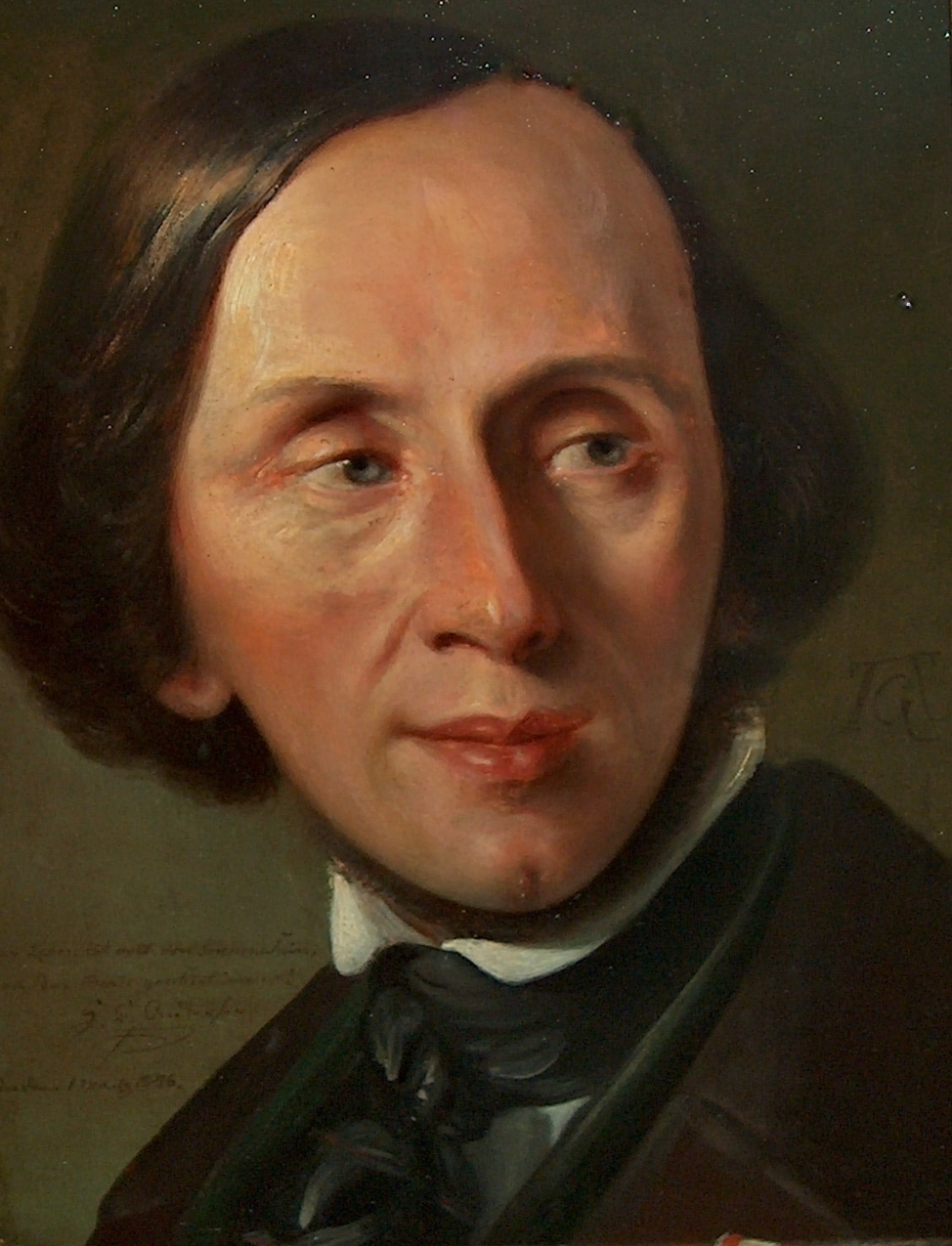
Ritratto di Hans Christian Andersen (1846)

August Grahl (Göhren-Lebbin, 26 maggio 1791 – Dresda, 13 giugno 1868) è stato un pittore tedesco.

## Biografia
Dal 1811 al 1813, studiò presso l'Università delle Arti di Berlino. Lasciò la scuola per unirsi alla Lützowsches Freikorps di Adolf von Lützow e per combattere nella Guerra di Liberazione (1813). Si ritirò con una commissione.
Il suo primo successo arrivò nel 1816, con un ritratto di re Federico Guglielmo III. Nel 1817-1818, intraprese un viaggio in Italia, da quale visitò Roma, Firenze, Venezia e Bologna. Dopo la morte della moglie nel 1821, dopo soli due anni di matrimonio, iniziò a dedicare più tempo al suo lavoro, andando a Roma, fino al 1830 per dipingere il Campidoglio.
Sempre a Roma si innamorò di una ragazza, figlia di un ricco banchiere di Königsberg. Nel 1831 viaggiò in Inghilterra, dove dipinse un ritratto della regina Adelaide, che fu prefezionata dal incisore Samuel William Reynolds.
Nel 1832, tornò in Germania per sposarsi, e poco dopo si trasferì a Dresda nel 1835, tranne che per un breve periodo 1853-1855, perché andò a Roma per conoscere suo genero, il pittore Alfred Rethel, che era affetto da un grave episodio di depressione.
Egli è probabilmente più conosciuto per il suo ritratto di Hans Christian Andersen, che è in mostra presso il Museo Andersen a Odense. Un altro lavoro familiare è il suo ritratto di Gabriele von Bülow, figlio di Wilhelm von Humboldt. Era anche un significativo collezionista d'arte, in possesso di una vasta selezione di dipinti e litografie italiane. Ancora oggi, tutte le sue miniature sono ancora di proprietà privata.